# Воронежский зоопарк
Воронежский зоопарк имени А. С. Попова — зоопарк в Парке Авиастроителей города Воронежа.

## История
Воронежский зоопарк имени А. С. Попова был основан в 1994 году как частная выставка экзотических рыб и рептилий «Экзотариум» А. А. Терехова. Выставка располагалась на территории парка ВАСО (Воронежское акционерное самолётостроительное общество, ныне парк Авиастроителей). Директор парка, Александр Серафимович Попов, выдвинул идею создания на базе выставки «живого уголка».
Благодаря поступлению животных от посетителей, пожертвованиям из других зоопарков и приобретению новых особей на благотворительные средства, коллекция «живого уголка» быстро расширялась. Рост коллекции сопровождался увеличением штата сотрудников. Несмотря на экономические трудности 1990-х годов, команда энтузиастов под руководством А. С. Попова успешно развивала учреждение.
К 2000 году коллекция насчитывала более 100 видов животных. В 2005 году зоосад был передан в ведение Департамента культуры Воронежской области. Бюджетное финансирование позволило обновить коллекцию, провести капитальный ремонт зданий и сооружений, а также повысить комфортность для посетителей. Введение бесплатного входа для детей сделало зоопарк более доступным.
В ноябре 2009 года учреждение получило официальный статус зоопарка. В 2014 году ему было присвоено имя Александра Серафимовича Попова.
С 2010 года директором Воронежского зоопарка является Андрей Георгиевич Шестопалов, ученик и последователь А. С. Попова. Под его руководством началась модернизация зоопарка с применением современных технологий. Было создано научное подразделение, сотрудники которого участвуют в региональных исследованиях редких и исчезающих видов животных.

В 2015 году открылось структурное подразделение зоопарка – лесная территория «Червленый Яр» площадью 23,8 га. Экспозиция «Червленого Яра» представлена преимущественно крупными копытными животными. Вдоль просторных вольеров проходит экологическая тропа “Тигули” общей протяженностью 3 километра. Территория «Червленого Яра» играет важную роль как центр реабилитации, передержки и размножения животных.  
В 2016 году Воронежский зоопарк им. А.С. Попова приобрел статус автономного учреждения Воронежской области и перешел в ведение департамента природных ресурсов и экологии Воронежской области. 
В том же году зоопарк стал членом Евроазиатской региональной ассоциации зоопарков и аквариумов (ЕАРАЗА) и присоединился к программе по сохранению амурского тигра. 
С 2018 года зоопарк является членом Союза зоопарков и аквариумов России (СОЗАР). Совместно с Московским зоопарком наши специалисты участвуют в выполнении рабочей программы НИР «Разработка методик содержания и разведения в культуре редких видов беспозвоночных животных под руководством ЕАРАЗА и СОЗАР». Сотрудники зоопарка принимали активное участие в создании Красной книги и кадастра позвоночных животных Воронежской области. 

## Экспозиция
Коллекция Воронежского зоопарка на сегодняшний день насчитывает более более 200 видов (около 1 000 экземпляров), включая 5 видов, занесенных в Красную книгу России. 
На территории зоопарка расположены три современных уличных комплекса:
• Комплекс вольеров для крупных хищников
• Комплекс копытных “Ранчо”
• Комплекс вольеров для псовых

Для посещения доступны 7 выставочных залов:
• Зал млекопитающих и рептилий
• Зал теплолюбивых животных
• Зал птиц,
• Зал рыб
• Зал беспозвоночных
• Зимний сад
• Зал прирученных животных “Клуб пушистых друзей” 
Коллекция лесной зоны «Червленый Яр» насчитывает более 20 видов.
Площадь городской территории составляет 7,1га, площадь лесной территории “Червленый Яр” – 23,8 га. 

## Благотворительность
Способы оказания финансовой помощи:
1. Банковский перевод:
Пожертвования можно перевести на расчетный счет зоопарка с пометкой "ПОЖЕРТВОВАНИЕ" по реквизитам, указанным на сайте учреждения.
2. Пожертвование в кассе зоопарка:
Можно лично посетить зоопарк, заключить договор пожертвования с указанием целевого назначения средств и внести пожертвование в кассу.
3. Программа «Возьми животное под опеку»:
Программа позволяет стать попечителем выбранного животного, заключив договор усыновления на определенный срок и ежемесячно перечисляя средства на его содержание. Участие в программе предоставляет ряд прав от зоопарка. Подробная информация о программе доступна на сайте учреждения.